# Fehértorkú fülemüle
A fehértorkú fülemüle (Irania gutturalis) a madarak osztályának verébalakúak (Passeriformes) rendjébe és a légykapófélék (Muscicapidae) családjába tartozó Irania nem egyetlen faja.

## Előfordulása
Dél-Ázsiában költ, telelni Kelet-Afrikában vonul. Európában nagyon ritka kóborló.

## További információk

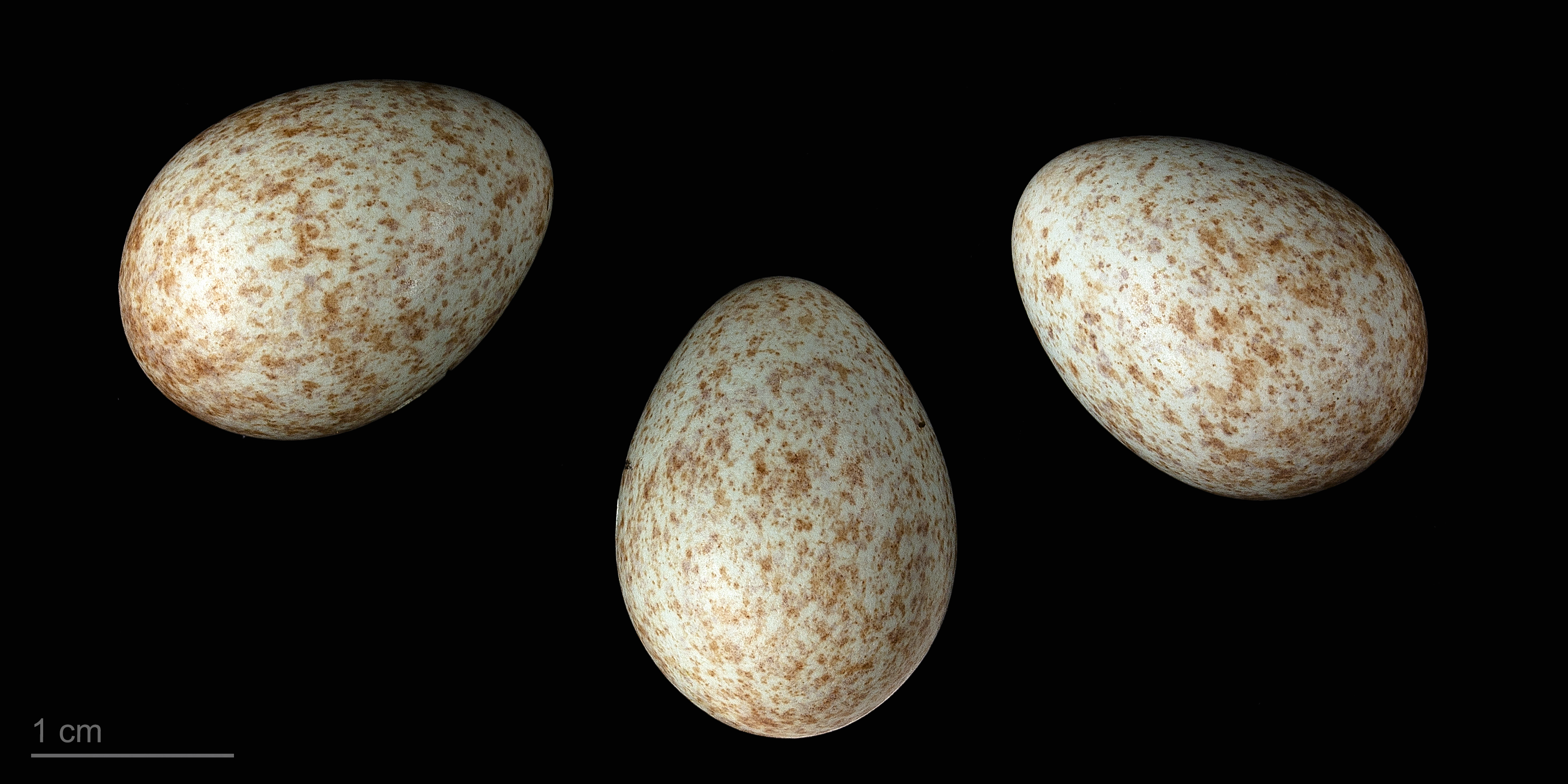
Irania gutturalis